# Marquesado de Luque
El marquesado de Luque es un título nobiliario español creado por la reina regente María Cristina, en nombre de su hijo, el rey Alfonso XIII, mediante real decreto del 19 de marzo de 1896 y real despacho del 11 de mayo siguiente, en favor de Federico Luque de Velázquez, senador del Reino.
Su denominación hace referencia al apellido del concesionario.

## Lista de marqueses de Luque
|                           | Titular                             | Periodo                   |
| Creación por Alfonso XIII | Creación por Alfonso XIII           | Creación por Alfonso XIII |
| ------------------------- | ----------------------------------- | ------------------------- |
| I                         | Federico Luque de Velázquez         | 1896-1908                 |
| II                        | Ángela Luque y García-Maldonado     | 1909-1926                 |
| III                       | Ángela Sánchez-Tirado y Luque       | 1929-2015                 |
| IV                        | Benito María Valle y Sánchez-Tirado | 2015-Actualidad           |

## Historia de los marqueses de Luque
- Federico Luque de Velázquez  (Adra, Almería, 22 de abril de 1836-22 de diciembre de 1908), I marqués de Luque y senador del Reino.[2] Era hijo de Manuel Luque y Ruiz, natural de Madrid, y de Mariana Velázquez Rico, su primera mujer.[3]

Casó en 10 de enero de 1858, en Madrid, con María del Rosario Palma Gimémez (Cantillana, (Sevilla), bautizada en la Asunción el 17 de agosto de 1840-Madrid el 15 de abril de 1934). En 14 de julio de 1909, le sucedió su nieta, hija de Mariano Luque y Palma (Madrid, 17 de abril de 1858-Madrid, 12 de septiembre de 1905)), su hijo primogénito que falleció antes que su padre, y de su primera esposa, Ana García-Maldonado y Pacheco.
- Ángela Luque y García-Maldonado (c. 1895-13 de mayo de 1926), II marquesa de Luque.[1]

Casó el 20 de mayo de 1920 con el coronel de caballería Pedro Sánchez-Tirado y Vázquez de Zafra (Huelva, 1893-Aranjuez, 2 de mayo de 1964), fundador de la caballería legionaria, hijo de Pedro Sánchez-Tirado y Álvarez-Campana y de María Vázquez de Zafra.  En 27 de julio de 1929, le sucedió su hija:
- Ángela María Sánchez-Tirado y Luque (19 de noviembre de 1923-Cuenca, 21 de febrero de 2015[6]), III marquesa de Luque.[1]

Casó con Benito Valle y Molina (1912-Cuenca, 13 de enero de 2009)  En 2015 sucedió su hijo:
- Benito María Valle y Sánchez-Tirado (n. Cuenca, 13 de diciembre de 1950), IV y actual marqués de Luque.[8]

Casó con María Blanca Carlavilla y Noguera. Son padres de Ricardo y Alberto Valle y Carlavilla.